# Pihtsusköngäs
Pitsusköngäs é a maior queda de água da Finlândia, com altura de 17 m. Fica situada a 45 km de Kilpisjärvi.